# Umm Salal
Umm Salal (arabo:  أم صلال) è una municipalità del Qatar di 31 975 abitanti.

## Amministrazione

### Insediamenti
| Zone no. | Settlements                                                                                                   | Area (km²) | Population (2015) |
| -------- | --- | ---------- | ----------------- |
| 71       | Bu Fasseela Izghawa Al Kharaitiyat Umm Salal Ali Umm Salal Mohammed Saina Al-Humaidi Umm Al Amad Umm Ebairiya | 318.4      | 90,835            |
| 71       | Municipality                                                                                                  | 318.4      | 90,835            |

### Distretti
Other settlements in Umm Salal include:
- Abu Thaylah (in arabo أبو ثيلة‎?)
- Al Froosh (in arabo الفروش‎?)
- Al Mazrouah (in arabo المزروعه‎?)
- Jeri Al Samir (in arabo جري السمر‎?)
- Jeri Khabbab (in arabo جري خباب‎?)
- Muaither Al Dasem (in arabo معيذر الدسم‎?)
- Muaither Al Meshaf (in arabo معيذر المشاف‎?)
- Rawdat Al `Ajuz (in arabo رَوْضَة اَلْعَجُوز‎?)
- Umm Shaharain (in arabo ام اشهرين‎?)
- Wadi Al Askar (in arabo وادي العسكر‎?)
- Wadi Al Waab (in arabo وادي الوعب‎?)